# Logistischer Umschlagpunkt Trabzon

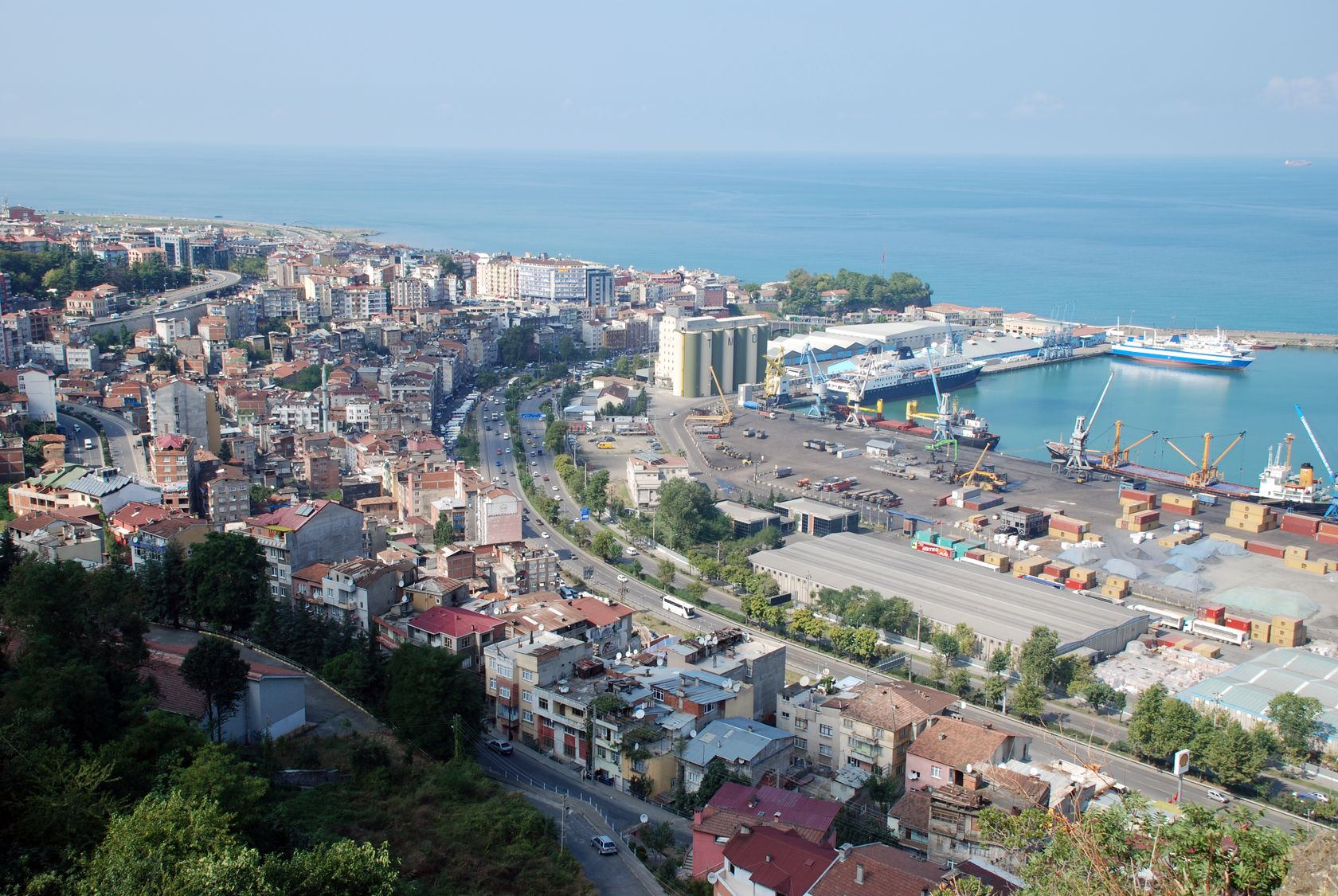
Blick über Teile des Hafens von Trabzon

Der Logistische Umschlagpunkt Trabzon (Abkürzung: LogUgPkt TR) war eine Einrichtung der Bundeswehr in der türkischen Hafenstadt Trabzon am Schwarzen Meer, der der Rückführung von Material aus Afghanistan diente.

## Hintergrund

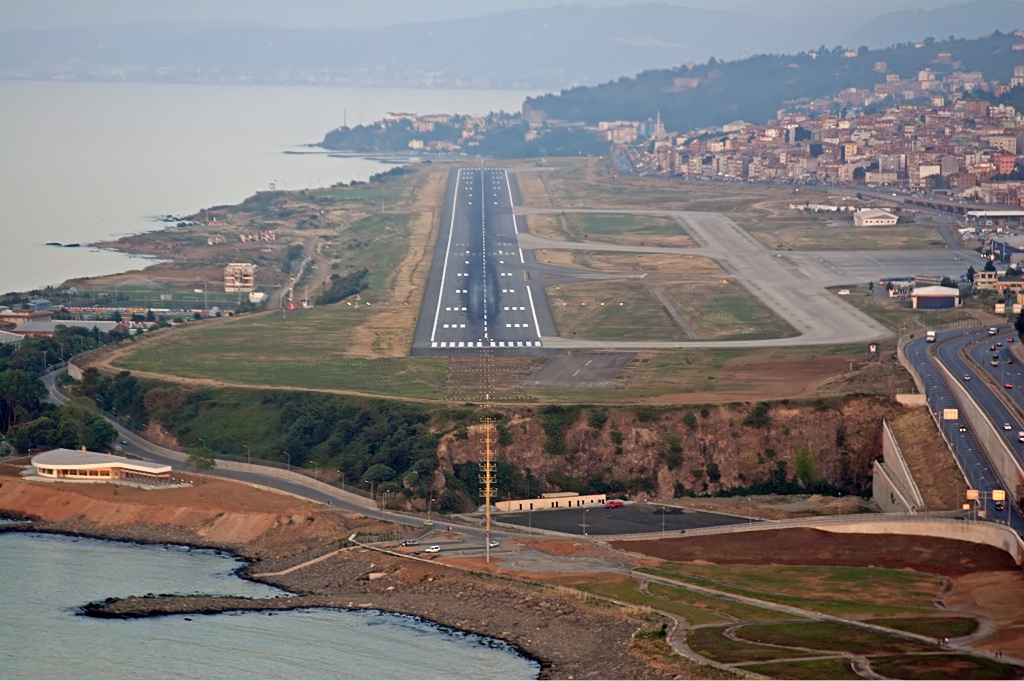
Flughafen Trabzon

Bis Ende 2014 sollte der Einsatz der Bundeswehr im Rahmen der International Security Assistance Force (ISAF) beendet werden. Die anschließende Folgemission Resolute Support hat einen erheblich kleineren Umfang, so dass ein großer Teil des Materials des deutschen ISAF-Kontingents nach Deutschland zurückzuführen war. Hierbei ging man von einem Transportbedarf von 1200 Fahrzeugen und 4800 Containern aus. Für den Transport wurden drei Routen ausgewählt:
- Türkei-Route mit Lufttransport von Mazār-i Scharif nach Trabzon und Weitertransport per Schiff nach Deutschland für etwa 85 Prozent des Materials,
- Landweg mit der Eisenbahn von Mazār-i Scharif nach Klaipėda und Weitertransport per Schiff nach Deutschland für etwa 10 Prozent des Materials,
- Direktflug von Mazār-i Scharif nach Deutschland für etwa 5 Prozent des Materials.

## Auftrag und Organisation
Der Umschlagpunkt hatte den Auftrag, das auf der Türkei-Route mit Flugzeugen auf dem etwa sechs Kilometer östlich der Stadt gelegenen Flughafen Trabzon angelieferte Material für den Seetransport vorzubereiten und zu verladen. Zu diesem Zweck wurde es gesichtet, technisch überprüft, auf Schäden untersucht, neu kommissioniert und einzelnen logistischen Einrichtungen in Deutschland als Adressat zugewiesen. Dafür konnten gemäß einem Abkommen mit der Türkei bis zu 250 deutsche Soldaten eingesetzt werden.
Der Umschlagpunkt gliederte sich in einen Stabsbereich und einen als Blaue Platte bezeichneten Umschlagbereich im Hafengebiet von Trabzon. Die dort eingesetzten Soldaten kamen aus verschiedenen Verbänden der Streitkräftebasis, darunter Kräfte der Logistiktruppe, der ABC-Abwehrtruppe, der Feldjägertruppe und der Führungsunterstützungstruppe. Als Leiter war ein Offizier im Dienstgrad Oberst oder Kapitän zur See eingesetzt.
Der Umschlagpunkt war darauf eingerichtet, zunächst wöchentlich die Ladung von bis zu 15 Flugzeugen abzufertigen. Alle zehn bis fünfzehn Wochen war ein Seetransport nach Deutschland vorgesehen.
Am 21. Januar 2015 lief das letzte Transportschiff, die Britannia Seaways aus dem Hafen von Trabzon aus, um am 3. Februar 2015 im niedersächsischen Emden entladen (gelöscht) zu werden.
Insgesamt wurden 175 Transportflügen aus Afghanistan kommend umgeschlagen. Hierbei wurden 1008 Fahrzeuge sowie 480 Container mit einer Gesamttonnage von weit mehr als 14.000 Tonnen auf sieben Seetransporte verteilt.

## Leiter der Dienststelle
| Nr. | Dienstgrad       | Name                 | Beginn der Amtszeit | Ende der Amtszeit  |
| --- | ---------------- | -------------------- | ------------------- | ------------------ |
| 1   | Oberst i. G.     | Michael Sinn         | 1. April 2013       | 28. Juni 2013      |
| 2   | Kapitän zur See  | Frank Wolter         | 28. Juni 2013       | 27. September 2013 |
| 3   | Oberst           | Stefan Hüller        | 27. September 2013  | 10. Januar 2014    |
| 4   | Oberst           | Rüdiger Attermeyer   | 10. Januar 2014     | 11. April 2014     |
| 5   | Oberst           | Uwe Richard Fröhlich | 11. April 2014      | 1. August 2014     |
| 6   | Fregattenkapitän | Michael Ehlers       | 1. August 2014      | 31. Oktober 2014   |
| 7   | Oberst           | Stefan Hüller        | 31. Oktober 2014    | 31. März 2015      |

## Auflösung der Dienststelle
Am 21. Januar 2015 fand der Auflösungsappell durch den Inspekteur der Streitkräftebasis Vizeadmiral Manfred Nielson statt. Bis zum offiziellen Auflösungstermin am 31. März 2015 wickelte ein Nachkommando Restaufgaben der Dienststelle ab.

## Verweise